# Jaroslav Dejmal

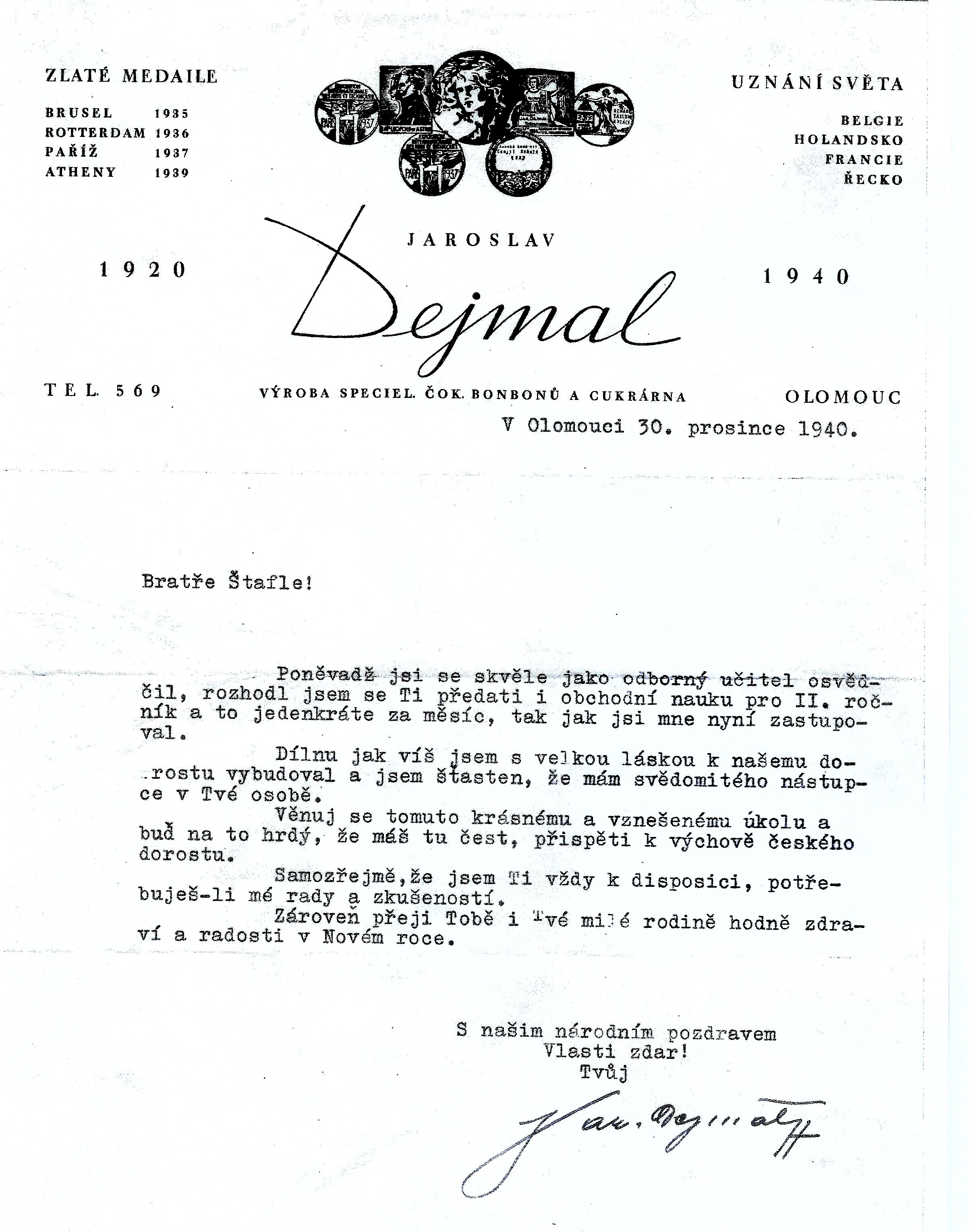
Ukázka dopisu cukráři Josefu Štaflovi

Jaroslav Dejmal (2. května 1892 Jihlava, Rakousko-Uhersko – 3. října 1975 Olomouc, Československo) byl český cukrář a podnikatel.

## Životopis
Po vyučení odešel do Vídně získat další zkušenosti k renomovaným cukrářským firmám Louis Lehmann a Julius Menschl. V roce 1913 nastoupil vojenskou službu u letectva byl převelen do Olomouce. Díky jeho cvičení v olomouckém Sokole získal práci ve společnosti Hrachovina a Večerka, která se zabývala výrobou cukrovinek. Práce ve společnosti mu nepřinášela uspokojení, a tak se rozhodl osamostatnit a otevřít si vlastní cukrárnu, kterou otevřel v ulici 28. října v roce 1920. Zpočátku sice část sortimentu přebíral od jiných cukrářských továren, ale brzy se soustředil na svůj sortiment zboží, kde kladl důraz na kvalitu. Pro vytvoření svého loga spolupracoval s pražským reklamním ateliérem J. Solara a vznikl reklamní slogan „Bonbon Dejmal – báseň chuti“.
Po odeznění počáteční krize nastal v jeho firmě rozkvět. Musel rozširovat výrobu, protože po výrobcích firmy byla vysoká poptávka. Jeho cukrárna byla oblíbená i mezi významnými osobnostmi jako byl Eduard Haken, Beno Blachut, Jára Pospíšil, Oldřich Nový, nebo Slávka Budínová. Jeho výrobky získaly ceny a plakety v Bruselu, Paříži, nebo v Athénách.
Druhá světová válka způsobila nedostatek surovin a tím se negativně projevovila na produkci firmy.

## Cukrárna Jaroslava Dejmala po roce 1948
Jeho cukrárna byla znárodněna. Po znárodnění se již nepodařilo obnovit někdejší slávu cukrárny, která byla připojena k národnímu podniku Československé hotely. Tento národní podnik zaměstnal Jaroslava Dejmala jako vedoucího do roku 1960. Cukrárna dostala později souhlas používat jméno Dejmal jako název cukrárny.